# 25 mai
ianuarie • februarie • martie  • aprilie  • mai  • iunie  • iulie  • august  • septembrie  • octombrie  • noiembrie  • decembrie
25 mai este a 145-a zi a calendarului gregorian și ziua a 146-a în anii bisecți. Mai sunt 220 de zile până la sfârșitul anului.

## Evenimente

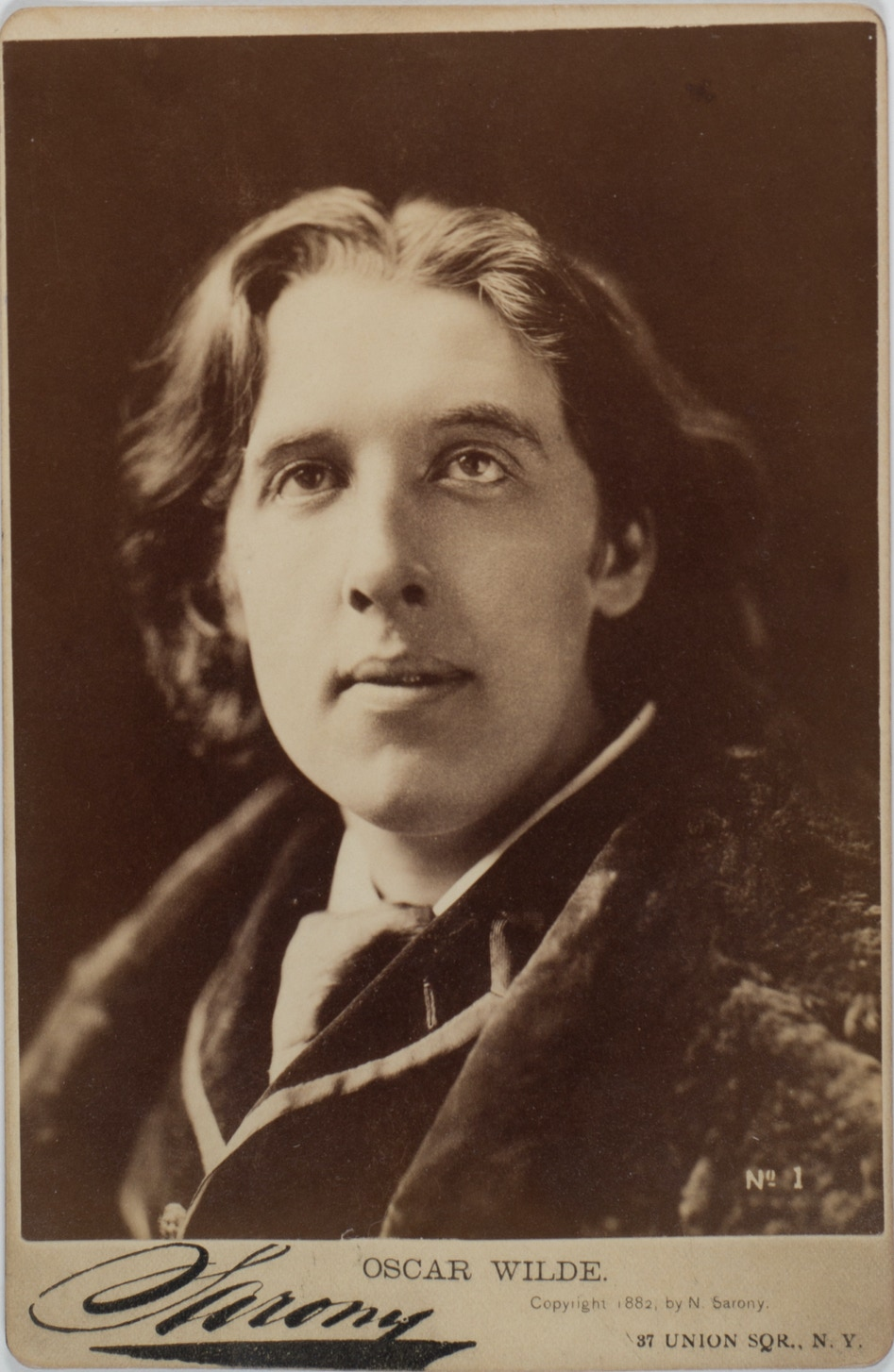
1895: Oscar Wilde este acuzat de „comiterea de acte indecente grave cu alte persoane de sex masculin" și condamnat la doi ani de inchisoare.

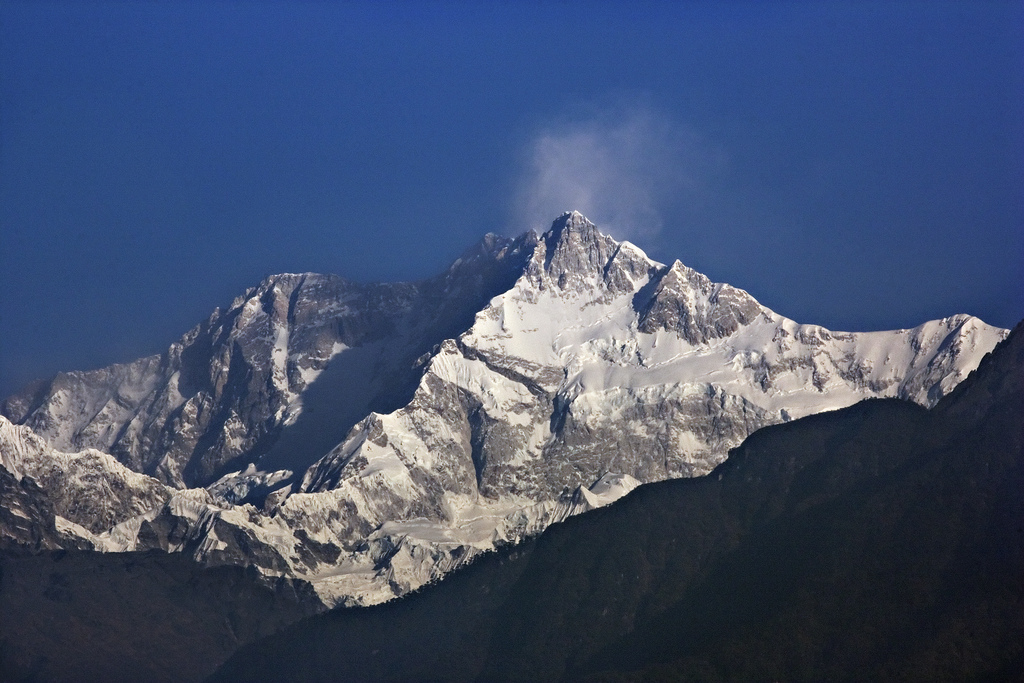
1955: Prima ascensiune a Kangchenjunga (8.586 metri), al treilea vârf ca înălțime din lume, de către o expediție britanică condusă de Joe Brown și George Band.

1977: Premiera filmului Războiul stelelor în Statele Unite

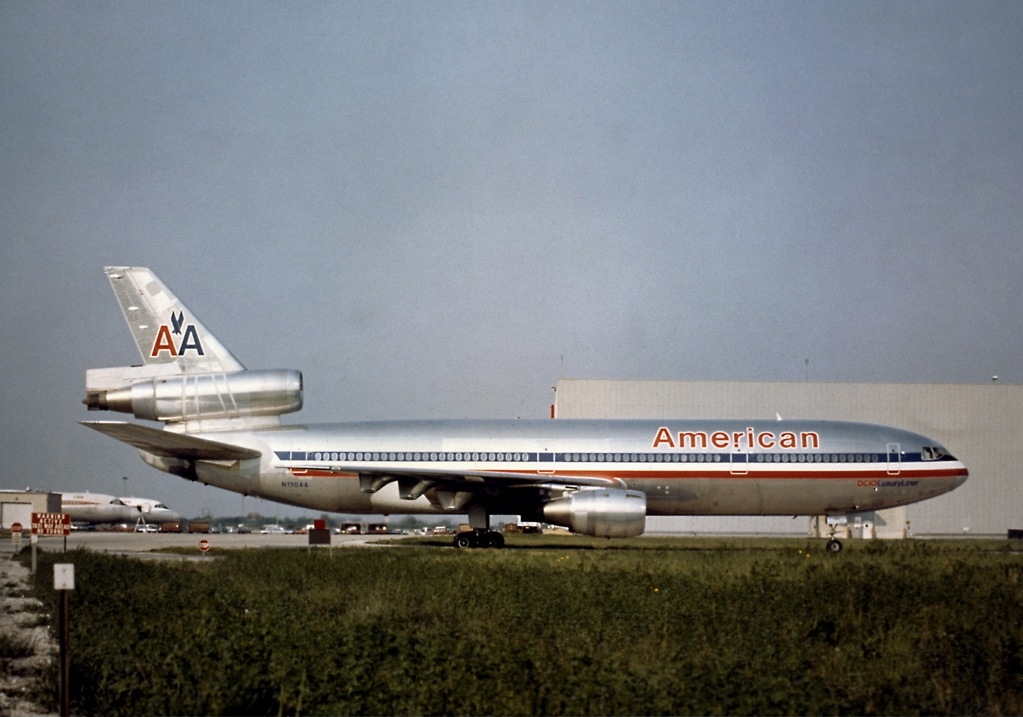
1979: Un avion McDonnell Douglas DC-10 pierde un motor și se prăbușește în timpul decolării de la Aeroportul Internațional O'Hare din Chicago, Illinois. Toți cei 258 de pasageri și 13 membri ai echipajului sunt uciși impreună cu alți doi oameni la sol. Cu un total de 273 de vieți omenești pierdute, accidentul American Airlines Flight 191 este cel mai grav accident aviatic din Statele Unite.

- 567 î.Hr.: Servius Tullius, regele Romei, sărbătorește un triumf pentru victoria sa asupra etruscilor.[1]
- 240 î.Hr.: Prima trecere la periheliu documentată a cometei Halley.[2]
- 1085: Alfonso al VI-lea al Leonului și Castiliei recucerește de la mauri orașul Toledo, Spania.[3]
- 1420: Prințul portughez Henric Navigatorul este numit cu o bulă papală emisă de Papa Martin al V-lea, guvernatorul Ordinului lui Hristos.[4]
- 1521: Dieta de la Worms a interzis scrierile reformatorului protestant Martin Luther și a cerut arestarea acestuia, după ce l-a găsit vinovat de erezie.[5]
- 1555: Antoine de Navara își începe domnia ca rege al Navarei, după moartea socrului său, Henric al II-lea.
- 1728: Un decret regal emis de Ludovic al XV-lea permite francezilor să transporte vinuri nu numai în butoaie, ci și în sticle. Acest decret stă la baza înfloririi șampaniei Ruinart în Reims.[6]
- 1846: Louis Napoléon Bonaparte evadează din închisoarea Ham (Somme), deghizat în muncitor.
- 1895: Dramaturgul, poetul și scriitorul Oscar Wilde este acuzat de „comiterea de acte indecente grave cu alte persoane de sex masculin" și condamnat la doi ani de inchisoare.
- 1920: S-a inaugurat Opera Română din Cluj, cu opera Aida, de Giuseppe Verdi.
- 1925: Procesul Maimuțelor: Profesorul John T. Scopes este pus sub acuzare pentru predarea teoriei evoluției a lui Charles Darwin.
- 1928: La a doua călătorie a lui Umberto Nobile la Polul Nord, dirijabilul Italia, care a fost folosit în scopuri de cercetare, se prăbușește pe vreme rea. La finalul operațiunilor de salvare s-au înregistrat în total 17 morți (echipaj și salvatori).
- 1933: Desenul animat al Walt Disney Company Three Little Pigs are premiera la Radio City Music Hall, cu melodia de succes "Who's Afraid of the Big Bad Wolf?".[7]
- 1946: Parlamentul din Transiordania îl alege Emir pe Abdullah I al Iordaniei.
- 1953: Teste nucleare: La locul de testare Nevada, Statele Unite se efectuează primul și singurul lor test de artilerie nucleară.
- 1955: Prima ascensiune a Kangchenjunga (8.586 m.), al treilea vârf ca înălțime din lume, de către o expediție britanică condusă de Joe Brown și George Band.
- 1961: Președintele John F. Kennedy a anunțat în fața Congresului susținerea Programului Apollo, care își propunea ca până la sfârșitul acelui deceniu să ducă un om pe Lună și să-l aducă înapoi în siguranță.
- 1973: Filmul "La grande bouffe" ("Marea crăpelniță") de Marco Ferreri a provocat un scandal la Festivalul de Film de la Cannes. Filmul a fost considerat ca având un umor vulgar și reprezentări de benzi desenate de sex și de supra-alimentare.
- 1977: A avut loc premiera filmului Războiul stelelor, în regia lui George Lucas, unul dintre cele mai de succes din istorie.
- 1977: Guvernul chinez elimină o interdicție veche de un deceniu asupra operei lui William Shakespeare, punând efectiv capăt Revoluției Culturale începute în 1966.
- 1979: Un avion McDonnell Douglas DC-10 pierde un motor și se prăbușește în timpul decolării de la Aeroportul Internațional O'Hare din Chicago, Illinois. Toți cei 258 de pasageri și 13 membri ai echipajului sunt uciși impreună cu alți doi oameni la sol. Cu un total de 273 de vieți omenești pierdute, accidentul American Airlines Flight 191 este cel mai grav accident aviatic din Statele Unite.
- 1981: La Riyadh, se creează Consiliul de Cooperare al Golfului între Bahrain, Kuweit, Oman, Qatar, Arabia Saudită și Emiratele Arabe Unite.
- 1985: Republica Bangladesh a fost lovită de un ciclon tropical, în urma căruia au murit aproximativ 10.000 de oameni.
- 1990: Mircea Druc este ales prim-ministru al RSS Moldova de către Sovietul Suprem al RSSM.
- 2008: Phoenix Mars Lander amartizează în regiunea Valea Verde pe Marte pentru a căuta medii adecvate pentru apă și viață microbiană.
- 2009: Coreea de Nord testează al doilea dispozitiv nuclear, în urma căruia s-au creat tensiuni în comunitatea internațională.
- 2012: Masacrul de la Hula – un atac care a avut loc în mijlocul Revoltei Siriene, în două sate controlate de opoziție din regiunea Hula din Siria.
- 2018: Regulamentul General privind Protecția Datelor (GDPR) devine aplicabil în Uniunea Europeană.

## Nașteri
- 1713: John Stuart, Conte de Bute, nobil și politician scoțian, prim-ministru al Regatului Unit (d. 1792)
- 1803: Ralph Waldo Emerson, scriitor și filosof american, fondatorul transcendentalismului (d. 1882)
- 1818: Jacob Burckhardt, scriitor și istoric elvețian (d. 1897)
- 1841: Jean-Charles Cazin, pictor francez (d. 1901)
- 1841: Eugène Samuel Grasset, artist plastic elvețian (d. 1917)
- 1846: Prințesa Elena a Regatului Unit, fiică a reginei Victoria a Regatului Unit (d. 1923)
- 1848: Jan Urban Jarník, filolog ceh, membru de onoare al Academiei Române (d. 1923)
- 1865: Frederic August al III-lea al Saxoniei (d. 1932)

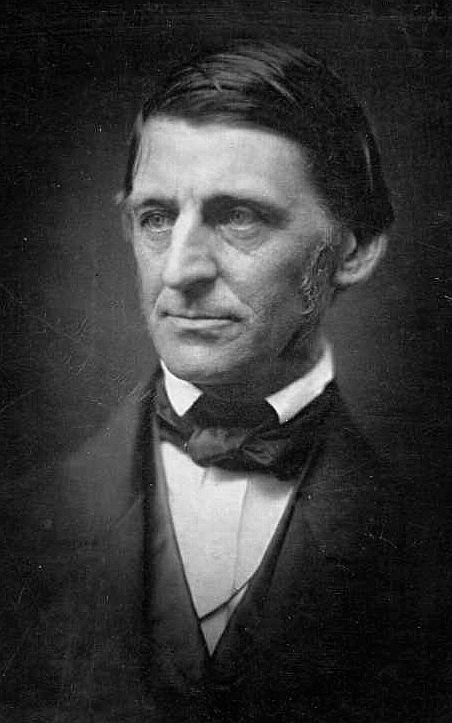
Ralph Waldo Emerson, scriitor și filosof american
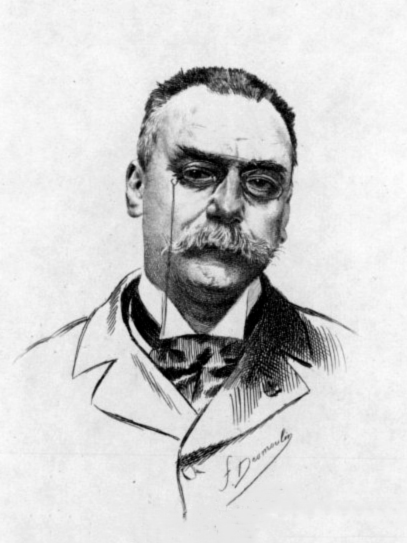
Eugène Samuel Grasset,  artist plastic elvețian
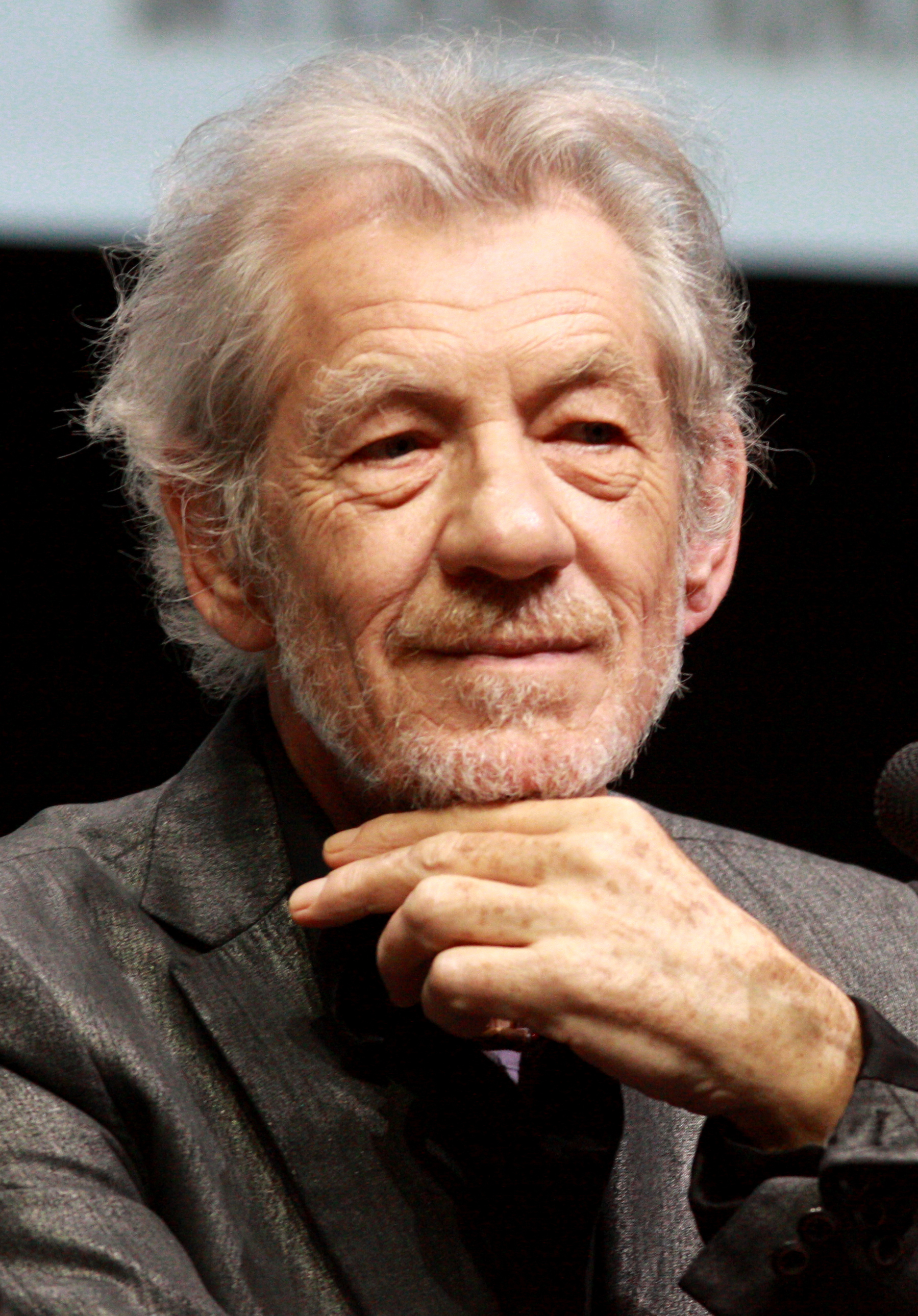
Ian McKellen, actor englez

- 1865: Pieter Zeeman, fizician olandez, laureat al Premiului Nobel (d. 1943)
- 1865: John Mott, evanghelic american, laureat al Premiului Nobel (d. 1955)
- 1877: Hugh Ramsay, pictor australian (d. 1906)
- 1887: Padre Pio, preot și călugăr capucin italian, considerat sfânt de Biserica Catolică (d. 1968)
- 1889: Xavier, Duce de Parma, șeful Casei de Bourbon-Parma (d. 1977)
- 1899: Alexandru S. Sanielevici, fizician român (d. 1969)
- 1908: Costin Kirițescu, economist român, membru al Academiei Române (d. 2002)
- 1921: Jack Steinberger, fizician american, laureat Nobel (d. 2020)
- 1933: Eugen Simion, critic literar, membru al Academiei Române (d. 2022)
- 1934: David Burke, actor englez
- 1939: Ian McKellen, actor englez
- 1941: Vladimir Voronin, președinte al Republicii Moldova (2001-2009)
- 1947: Flavio Bucci, actor italian (d. 2020)
- 1950: Dan Radu Rușanu, politician român
- 1951: François Bayrou, om de stat francez, prim-ministru
- 1963: Ludovic Orban, politician român, prim-ministru al României (2019-2020)
- 1968: Alexander Liebreich, dirijor german
- 1969: Anne Heche, actriță americană (d. 2022)
- 1976: Cillian Murphy, actor irlandez
- 1977: Gabriel Boștină, fotbalist român
- 1980: Eugen Baciu, fotbalist român
- 1982: Victor Crivoi, jucător român de tenis
- 1986: Geraint Thomas, ciclist galez

## Decese
- 0615 : Papa Bonifaciu al IV-lea (n. 550)
- 0992: Mieszko I al Poloniei  (n. 935)
- 1085: Papa Grigore al VII-lea (n. 1020)
- 1261: Papa Alexandru al IV-lea (n. 1185)
- 1555: Henric al II-lea de Navara (n. 1503)
- 1693: Madame de La Fayette, scriitoare franceză (n. 1634)
- 1786: Pedro al III-lea al Portugaliei (n. 1717)
- 1789: Anders Dahl, botanist suedez (n. 1751)

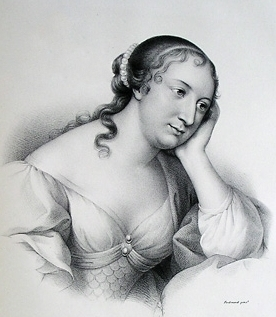
Madame de La Fayette, scriitoare franceză
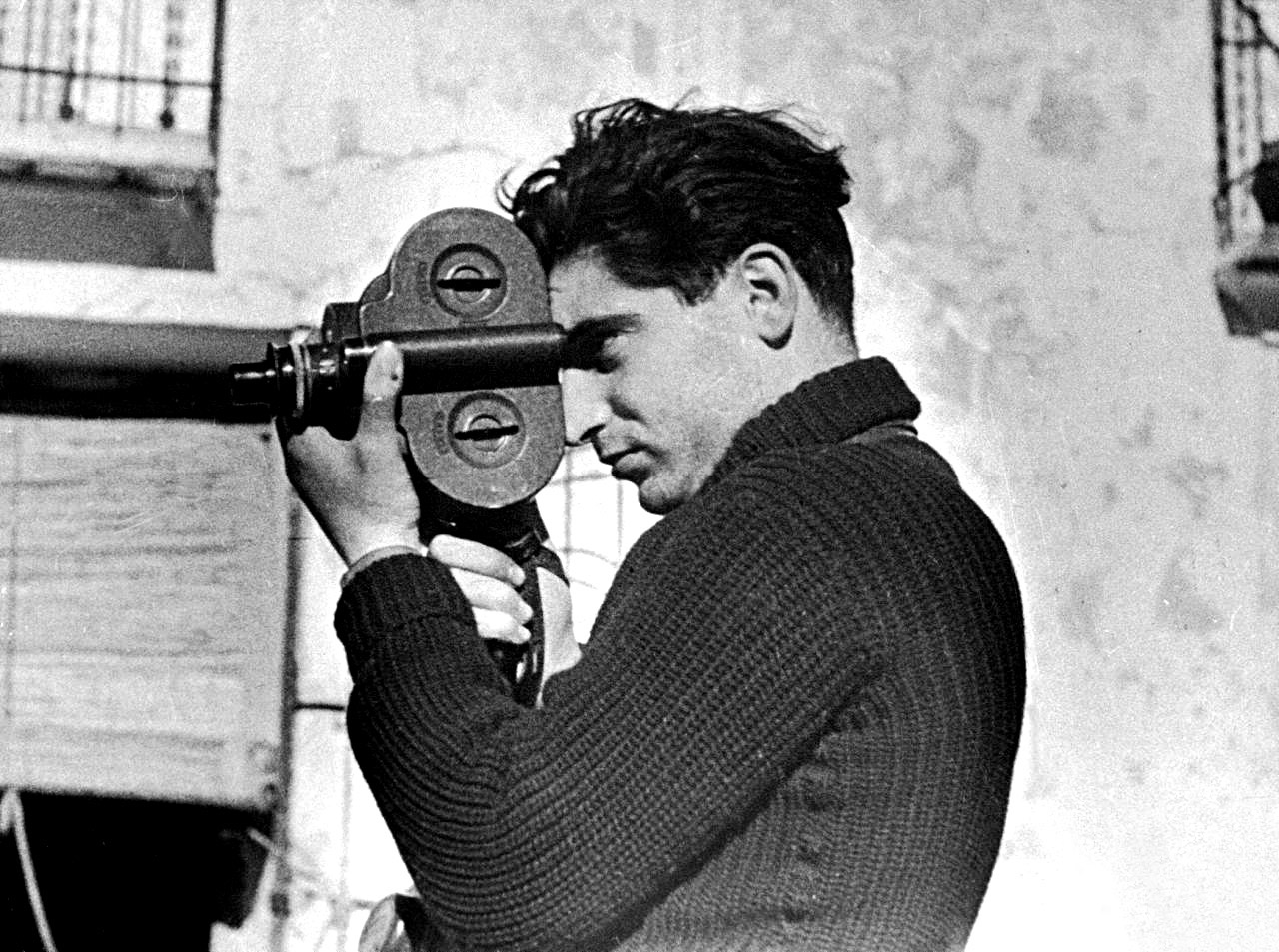
Robert Capa, fotograf maghiaro-american
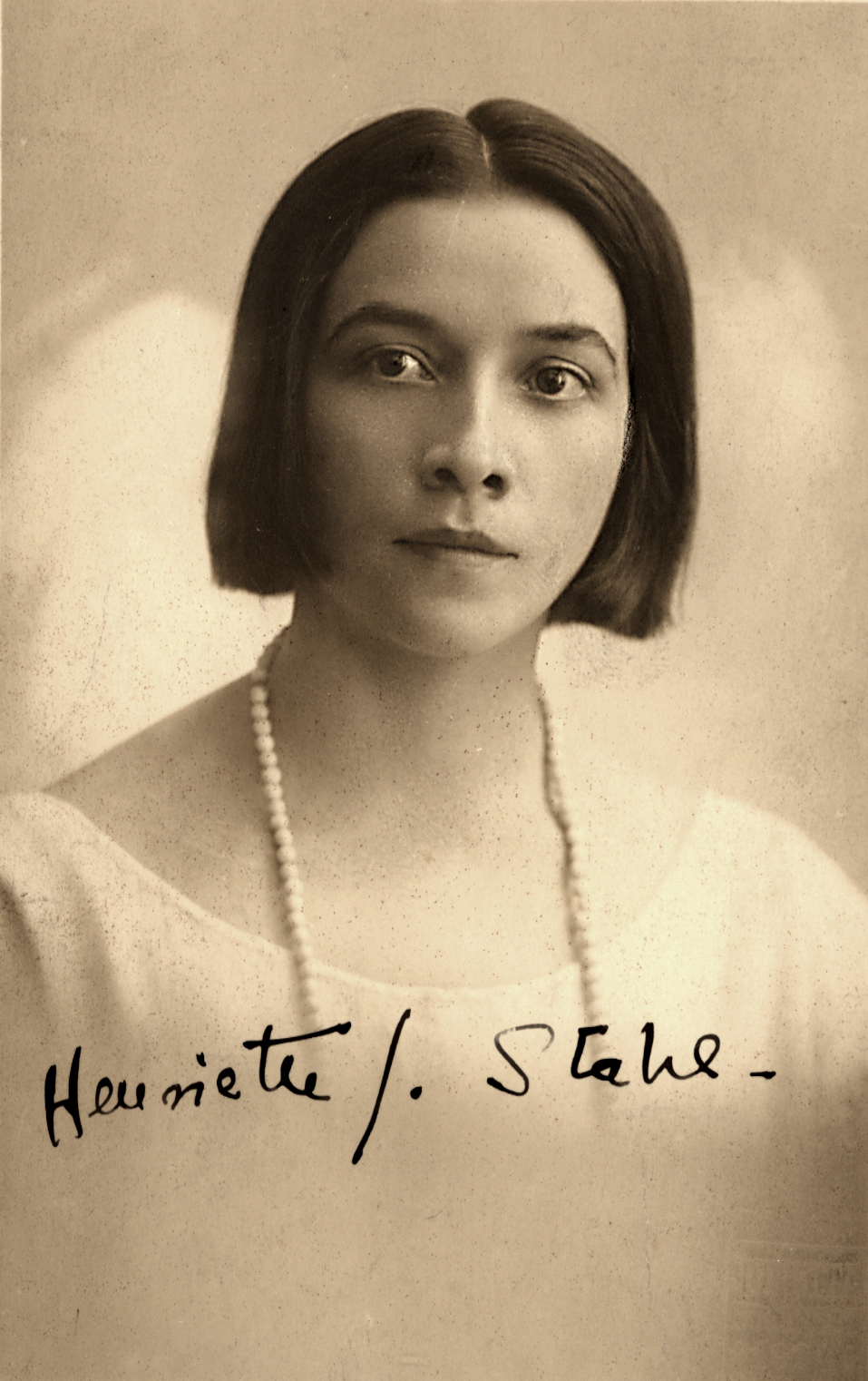
Henriette Yvonne Stahl, scriitoare română

- 1818: Caspar Wessel, matematician și cartograf norvegiano-danez (n. 1745)
- 1862: Prințesa Mathilde a Bavariei, Mare Ducesă de Hesse (n. 1813)
- 1867: Ramón Castilla, președintele statului Peru în 1844, 1845-1851, 1855-1862, 1863 (n. 1797)
- 1879: Eugenio Agneni, pictor italian (n. 1816)
- 1954: Robert Capa, fotograf maghiaro-american (n. 1913)
- 1970: Sándor Asztalos (cel tânăr), scriitor, poet, muzicolog și critic muzical maghiar (n.1919)
- 1984: Henriette Yvonne Stahl, romancieră română (n. 1900)
- 1988: Ernst Ruska, fizician german, laureat al Premiului Nobel (n. 1906)
- 1993: Horia Sima, politician român, lider al Mișcării Legionare în timpul celui de-Al Doilea Război Mondial (n. 1906)
- 2001: Alberto Korda, fotograf cubanez (n. 1928)
- 2002: Ștefan Augustin Doinaș, poet român (n. 1922)
- 2012: Edoardo Mangiarotti, scrimer  italian (n. 1919)
- 2014: Wojciech Jaruzelski, ultimul președinte comunist al Poloniei (n. 1923)
- 2019: Nicolae Pescaru, fotbalist român (n. 1943)

## Sărbători
- Argentina : Ziua națională (1810)
- Iordania : Ziua națională; Independența față de Regatul Unit (1946)
- Africa : Ziua Africii
- Ziua Internațională a Copiilor Dispăruți (din 1983)
- Towel Day

### Calendarul creștin ortodox
- A treia aflare a Capului Sfântului Ioan Botezătorul

### Calendarul greco-catolic
- A treia aflare a Capului Sfântului Ioan Botezătorul

### Calendarele evanghelic, anglican, romano-catolic
- Beda Venerabilul, preot englez